# Estado independiente de Honduras
La proclamación del Estado independiente de Honduras fue formalizada por una Asamblea Constituyente integrada por representantes de la ciudadanía hondureña. Esta declaración marcó la separación del país de la República Federal de Centroamérica, de la cual formaba parte desde su integración en 1824. 
| DECRETO DE DECLARACIÓN DEL ESTADO LA ASAMBLEA CONSTITUYENTE DEL ESTADO DE HONDURAS Considerando: las dificultades que han mediado por recobrar sus derechos; y estando persuadida de que en las actuales circunstancias debe reasumirlos en toda plenitud, ha tenido a bien decretar y, DECRETA: Artículo 1. El Estado Libre y Soberano de Honduras es independiente del antiguo Gobierno Federal, de los demás Estados y de todo otro Gobierno o Potencia Extranjera. Artículo 2. El objeto de esta absoluta independencia y libertad, es para constituirla en su interior de una manera conveniente y peculiar a sus circunstancias; y para formar una Confederación tal con los demás Estados que le de bastante garantía para con ellos mismos y bastante seguridad para con el Exterior. Artículo 3. Reasume la propiedad de los puertos de su territorio y de las rentas llamadas federales, así como su administración e inversión, rigiendo provisionalmente las leyes actuales en cuanto no se opongan a la presente. Artículo 4. Reconoce el Estado proporcionalmente la deuda contraída durante el Gobierno que ha regido hasta el día de la emisión de esta Ley. Artículo 5. El Gobierno hará preventivamente el nombramiento de empleados en personas adictas a la Soberanía e Independencia absoluta del Estado, pudiendo dejar de los existentes a los que poseen esta cualidad. Pase al S. P. E. para que lo haga imprimir y circular. Dado en Comayagua, a cinco de noviembre de mil ochocientos treinta y ocho. - Mariano Castejón, D. P. - Liberato Moncada, D. S. - Pedro Chávez, D. S. EJECÚTESE. Lo tendrá entendido el Jefe de Sección del Despacho General, y dispondrá lo necesario a su cumplimiento. Dado en Comayagua, a quince de noviembre de mil ochocientos treinta y ocho. Lino Matute. Al ciudadano León Alvarado. |

El decreto anterior fue sancionado por José María Martínez Salinas, en su calidad de Consejero-Encargado del Poder Ejecutivo, el 12 de noviembre de 1838.